# والتر بیبر
والتر بیبر (انگلیسی: Valter Biiber; ۳۱ اوت ۱۹۰۷ – ۸ سپتامبر ۱۹۷۷) بازیکن فوتبال اهل استونی بود.
وی همچنین در تیم ملی فوتبال استونی بازی کرده‌است.